# Anja Karliczek
Anja Karliczek (ur. 29 kwietnia 1971 w Ibbenbüren) – niemiecka polityk, działaczka Unii Chrześcijańsko-Demokratycznej (CDU), posłanka do Bundestagu, w latach 2018–2021 minister edukacji i badań naukowych.

## Życiorys
W 1990 zdała maturę, praktykowała następnie przez dwa lata w Deutsche Banku. Później pracowała w należącym do jej rodziny hotelu Ringhotel Teutoburger Wald. W latach 2003–2008 studiowała zarządzanie przedsiębiorstwem na Fernuniversität in Hagen, uzyskując tytuł zawodowy Diplom-Kauffrau.
W 1998 wstąpiła do CDU. W latach 2004–2014 zasiadała w radzie miejskiej Tecklenburga. W 2011 została przewodniczącą frakcji radnych i przewodniczącą partii w mieście. W wyborach w 2013 po raz pierwszy uzyskała mandat posłanki do Bundestagu. Z powodzeniem ubiegała się o reelekcję w 2017, 2021 i 2025.
W marcu 2018 objęła stanowisko ministra edukacji i badań naukowych w czwartym rządzie Angeli Merkel. Urząd ten sprawowała do grudnia 2021.